# 全国歯科衛生士教育協議会
一般社団法人全国歯科衛生士教育協議会（ぜんこくしかえいせいしきょういくきょうぎかい）は、日本の一般社団法人の一つで全国の歯科衛生士養成所によって結成されている団体。1963年（昭和38年）設立。略称はJADHE。本部は東京都豊島区駒込の一般財団法人口腔保健協会内に置かれている。

## 活動内容
歯科衛生士養成所間における連絡の強化、教員の資質向上などを目的としている。